# Převzorkování
Převzorkování je proces, na jehož vstupu je digitální signál zaznamenaný (navzorkovaný) určitou vzorkovací frekvencí a na výstupu je tentýž signál, ale s jinou vzorkovací frekvencí.
V závislosti na tom, zda je výstupní vzorkovací frekvence vyšší nebo nižší oproti původní vzorkovací frekvenci vstupního signálu, lze použít různé výpočetní postupy k získaní převzorkovaného signálu.

## Příklady
Praktickým problémem může být zvuk zaznamenaný vzorkovací frekvencí 44,1 kHz, nicméně při přehrávání na méně kvalitních aparaturách (např. v přenosném přehrávači) není nutné mít tento zvuk uložený tak kvalitně (a objemně), je možné jej převzorkovat na 22,05 kHz (nejsnadněji například vypuštěním každého druhého vzorku nebo zprůměrováním dvou sousedních vzorků) a přehrávat jej potom poloviční rychlostí.
Podobným (ale dvourozměrným) příkladem může být zobrazení digitální fotografie zachycené v rozlišení např. 2560×1920 pixelů na displeji s maximálním rozlišením 1280×960 pixelů. V takovém případě je opět nutné provést redukci obrazu za cenu určité ztráty detailů.
Jiným problémem je zvětšení vzorkovací frekvence, tedy zvýšení počtů vzorků, např. zvětšení malého bitmapového obrázku ve vyšším rozlišení nebo umělé zvýšení vzorkovací frekvence zaznamenaného zvuku (a tedy zvýšení jeho „kvality“, přestože není odkud brát).